# Eerste divisie 1993/94
Het seizoen 1993/94 van de Nederlandse Eerste divisie had Dordrecht '90 als kampioen. Dordrecht promoveerde daarmee naar de Eredivisie. Via de nacompetitie wist ook N.E.C. te promoveren.

## Reguliere competitie

### Deelnemende teams
| Club            | Plaats           | Accommodatie      | Capaciteit | Trainer                                  |
| --------------- | ---------------- | ----------------- | ---------- | ---------------------------------------- |
| ADO Den Haag    | Den Haag         | Zuiderparkstadion | 11.000     | Nol de Ruiter                            |
| AZ              | Alkmaar          | Alkmaarderhout    | 8.914      | Piet Schrijvers                          |
| BV Veendam      | Veendam          | De Langeleegte    | 13.000     | Henk Nienhuis                            |
| De Graafschap   | Doetinchem       | De Vijverberg     | 12.500     | Jan Versleijen                           |
| Dordrecht '90   | Dordrecht        | Krommedijk        | 12.000     | Nico van Zoghel                          |
| Eindhoven       | Eindhoven        | Aalsterweg        | 27.000     | Sándor Popovics Mario Verlijsdonk (a.i.) |
| Emmen           | Emmen            | Meerdijk          | 12.000     | René Notten                              |
| Excelsior       | Rotterdam        | Woudestein        | 11.000     | Cor Pot                                  |
| FC Den Bosch    | 's-Hertogenbosch | De Vliert         | 25.000     | Hans van der Pluijm                      |
| FC Zwolle       | Zwolle           | Oosterenkstadion  | 15.000     | Ben Hendriks                             |
| Fortuna Sittard | Sittard          | De Baandert       | 20.000     | Chris Dekker                             |
| Helmond Sport   | Helmond          | De Braak          | 4.200      | Adrie Koster                             |
| Heracles '74    | Almelo           | Bornsestraat      | 8.000      | Azing Griever                            |
| HFC Haarlem     | Haarlem          | Jan Gijzenkade    | 2.250      | Hans van Doorneveld                      |
| N.E.C.          | Nijmegen         | Goffertstadion    | 29.000     | Jan Pruijn                               |
| RBC             | Roosendaal       | De Luiten         | 5.900      | Wally Jansen                             |
| Telstar         | Velsen-IJmuiden  | Schoonenberg      | 18.000     | Simon Kistemaker                         |
| TOP             | Oss              | TOP-stadion       | 2.500      | Bram Braam                               |

### Eindstand
| pos | club            | gs | w  | g  | v  | pnt | dv | dt | ds  |
| --- | --------------- | -- | -- | -- | -- | --- | -- | -- | --- |
| 1.  | Dordrecht '90   | 34 | 20 | 6  | 8  | 46  | 64 | 36 | 28  |
| 2.  | N.E.C.          | 34 | 19 | 7  | 8  | 45  | 69 | 44 | 25  |
| 3.  | AZ              | 34 | 16 | 10 | 8  | 42  | 60 | 31 | 29  |
| 4.  | SC Heracles '74 | 34 | 16 | 9  | 9  | 41  | 68 | 37 | 31  |
| 5.  | Telstar         | 34 | 15 | 10 | 9  | 40  | 60 | 32 | 28  |
| 6.  | De Graafschap   | 34 | 13 | 12 | 9  | 38  | 45 | 37 | 8   |
| 7.  | ADO Den Haag    | 34 | 14 | 10 | 10 | 38  | 62 | 56 | 6   |
| 8.  | FC Zwolle       | 34 | 15 | 8  | 11 | 38  | 51 | 53 | -2  |
| 9.  | Emmen           | 34 | 14 | 8  | 12 | 36  | 49 | 58 | -9  |
| 10. | Fortuna Sittard | 34 | 11 | 11 | 12 | 33  | 36 | 36 | 0   |
| 11. | FC Den Bosch    | 34 | 12 | 9  | 13 | 33  | 55 | 57 | -2  |
| 12. | Excelsior       | 34 | 10 | 10 | 14 | 30  | 41 | 54 | -13 |
| 13. | Helmond Sport   | 34 | 9  | 12 | 13 | 30  | 35 | 51 | -16 |
| 14. | RBC             | 34 | 11 | 7  | 16 | 29  | 60 | 69 | -9  |
| 15. | Haarlem         | 34 | 9  | 7  | 18 | 25  | 42 | 62 | -20 |
| 16. | Eindhoven       | 34 | 5  | 14 | 15 | 24  | 31 | 64 | -33 |
| 17. | BV Veendam      | 34 | 6  | 11 | 17 | 23  | 39 | 57 | -18 |
| 18. | TOP             | 34 | 7  | 7  | 20 | 21  | 36 | 69 | -33 |

#### Legenda
| Kleur | Kwalificatie voor                             |
| ----- | --------------------------------------------- |
|       | Promotie naar de Eredivisie                   |
|       | Nacompetitie voor promotie naar de Eredivisie |

### Uitslagen
|                 | DHA   | AZ    | DBO   | D90   | EVV   | EMM   | EXC   | FSI   | GRA   | HFC   | HSP   | HER   | NEC   | RBC   | TEL   | TOP   | VEE   | ZWO   |
| --------------- | ----- | ----- | ----- | ----- | ----- | ----- | ----- | ----- | ----- | ----- | ----- | ----- | ----- | ----- | ----- | ----- | ----- | ----- |
| ADO Den Haag    |       | 1 – 2 | 5 – 1 | 1 – 3 | 4 – 1 | 4 – 0 | 4 – 3 | 0 – 1 | 2 – 2 | 5 – 2 | 2 – 0 | 2 – 1 | 2 – 1 | 3 – 1 | 4 – 3 | 3 – 1 | 0 – 0 | 0 – 3 |
| AZ              | 3 – 0 |       | 4 – 1 | 1 – 1 | 0 – 1 | 2 – 1 | 0 – 1 | 2 – 0 | 3 – 0 | 5 – 0 | 0 – 0 | 1 – 4 | 0 – 1 | 2 – 0 | 1 – 1 | 4 – 0 | 3 – 0 | 4 – 1 |
| FC Den Bosch    | 2 – 2 | 2 – 1 |       | 1 – 3 | 3 – 3 | 2 – 2 | 3 – 2 | 1 – 1 | 3 – 3 | 2 – 0 | 1 – 2 | 1 – 0 | 1 – 0 | 2 – 1 | 0 – 2 | 4 – 1 | 1 – 0 | 1 – 1 |
| Dordrecht'90    | 7 – 4 | 1 – 1 | 1 – 3 |       | 4 – 0 | 1 – 1 | 0 – 1 | 1 – 0 | 0 – 0 | 3 – 1 | 4 – 1 | 3 – 1 | 3 – 1 | 4 – 2 | 2 – 1 | 3 – 0 | 2 – 0 | 2 – 0 |
| Eindhoven       | 1 – 1 | 2 – 2 | 0 – 4 | 1 – 0 |       | 3 – 1 | 1 – 1 | 1 – 0 | 0 – 0 | 0 – 2 | 0 – 0 | 1 – 3 | 1 – 1 | 2 – 3 | 1 – 1 | 0 – 0 | 1 – 1 | 0 – 2 |
| Emmen           | 3 – 2 | 0 – 0 | 1 – 0 | 3 – 1 | 1 – 0 |       | 2 – 1 | 3 – 1 | 3 – 0 | 2 – 0 | 1 – 0 | 0 – 0 | 1 – 1 | 3 – 1 | 1 – 1 | 4 – 1 | 1 – 3 | 3 – 0 |
| Excelsior       | 0 – 0 | 1 – 4 | 1 – 1 | 0 – 0 | 0 – 1 | 3 – 1 |       | 0 – 0 | 1 – 1 | 3 – 1 | 1 – 1 | 0 – 3 | 0 – 3 | 2 – 1 | 0 – 3 | 1 – 0 | 1 – 1 | 3 – 0 |
| Fortuna Sittard | 0 – 0 | 2 – 2 | 1 – 0 | 2 – 1 | 2 – 0 | 2 – 3 | 1 – 1 |       | 0 – 1 | 2 – 1 | 2 – 2 | 1 – 0 | 1 – 2 | 2 – 0 | 1 – 2 | 1 – 1 | 1 – 1 | 1 – 3 |
| De Graafschap   | 0 – 0 | 0 – 1 | 4 – 2 | 3 – 2 | 3 – 0 | 3 – 0 | 0 – 1 | 0 – 2 |       | 2 – 2 | 0 – 0 | 1 – 1 | 1 – 1 | 3 – 2 | 1 – 0 | 4 – 2 | 2 – 2 | 3 – 0 |
| Haarlem         | 0 – 1 | 0 – 4 | 2 – 1 | 1 – 2 | 1 – 1 | 4 – 1 | 0 – 4 | 0 – 0 | 0 – 1 |       | 2 – 1 | 1 – 0 | 1 – 2 | 2 – 3 | 1 – 1 | 0 – 1 | 4 – 0 | 4 – 2 |
| Helmond Sport   | 0 – 0 | 4 – 2 | 1 – 1 | 1 – 2 | 2 – 1 | 1 – 0 | 4 – 0 | 0 – 3 | 0 – 2 | 1 – 4 |       | 0 – 5 | 5 – 0 | 1 – 4 | 1 – 1 | 2 – 0 | 1 – 1 | 0 – 0 |
| SC Heracles '74 | 3 – 1 | 1 – 2 | 2 – 2 | 0 – 1 | 7 – 0 | 1 – 1 | 2 – 0 | 0 – 0 | 1 – 0 | 3 – 0 | 5 – 0 |       | 1 – 1 | 1 – 3 | 0 – 0 | 4 – 2 | 5 – 1 | 4 – 1 |
| N.E.C.          | 0 – 1 | 2 – 1 | 3 – 2 | 1 – 0 | 4 – 2 | 4 – 1 | 3 – 2 | 2 – 1 | 0 – 1 | 3 – 0 | 3 – 0 | 2 – 3 |       | 2 – 2 | 4 – 0 | 2 – 0 | 0 – 0 | 5 – 1 |
| RBC             | 3 – 3 | 1 – 1 | 2 – 1 | 1 – 1 | 5 – 2 | 1 – 1 | 2 – 3 | 0 – 1 | 1 – 0 | 3 – 2 | 2 – 0 | 1 – 1 | 3 – 4 |       | 2 – 5 | 0 – 1 | 2 – 1 | 1 – 2 |
| Telstar         | 4 – 0 | 0 – 1 | 0 – 1 | 2 – 1 | 2 – 0 | 7 – 0 | 2 – 0 | 0 – 0 | 0 – 1 | 0 – 0 | 0 – 0 | 5 – 0 | 3 – 1 | 4 – 1 |       | 0 – 2 | 1 – 0 | 1 – 2 |
| TOP             | 1 – 2 | 1 – 0 | 0 – 2 | 1 – 2 | 1 – 1 | 0 – 4 | 5 – 2 | 2 – 0 | 1 – 1 | 2 – 2 | 0 – 0 | 1 – 3 | 2 – 4 | 3 – 3 | 0 – 4 |       | 0 – 2 | 0 – 2 |
| BV Veendam      | 1 – 1 | 1 – 1 | 3 – 2 | 0 – 1 | 2 – 2 | 5 – 0 | 2 – 0 | 1 – 2 | 2 – 1 | 0 – 1 | 1 – 2 | 1 – 2 | 1 – 5 | 1 – 2 | 2 – 2 | 1 – 4 |       | 1 – 2 |
| FC Zwolle       | 3 – 2 | 0 – 0 | 3 – 1 | 0 – 2 | 1 – 1 | 3 – 0 | 2 – 2 | 3 – 2 | 2 – 1 | 1 – 1 | 1 – 2 | 1 – 1 | 1 – 1 | 3 – 1 | 1 – 2 | 2 – 0 | 2 – 1 |       |

## Statistieken

### Topscorers
| #   | Naam               | Club            | Goal |
| --- | ------------------ | --------------- | ---- |
| 1.  | Virgil Breetveld   | Dordrecht '90   | 27   |
| 2.  | Harry van der Laan | ADO Den Haag    | 25   |
| 3.  | Dick Kooijman      | SC Heracles '74 | 23   |
| 4.  | Folkert Velten     | SC Heracles '74 | 21   |
| 5.  | Ronald Hoop        | Telstar         | 20   |
| 6.  | Cees Lok           | N.E.C.          | 19   |
| 7.  | John Mutsaers      | RBC             | 17   |
| 8.  | Takafumi Ogura     | Excelsior       | 15   |
|     | Rini van Roon      | AZ              | 15   |
| 10. | Jan de Jonge       | Emmen           | 14   |
|     | Frank Weijers      | Haarlem         | 14   |
|     | Stefan Jansen      | FC Den Bosch    | 14   |

## Nacompetitie

### Eindstand
| pos | club        | gs | w | g | v | pnt | dv | dt | ds |
| --- | ----------- | -- | - | - | - | --- | -- | -- | -- |
| 1.  | RKC         | 6  | 3 | 1 | 2 | 7   | 14 | 7  | 7  |
| 2.  | Telstar     | 6  | 3 | 0 | 3 | 6   | 9  | 11 | -2 |
| 3.  | FC Den Haag | 6  | 3 | 0 | 3 | 6   | 5  | 12 | -7 |
| 4.  | AZ          | 6  | 2 | 1 | 3 | 5   | 10 | 8  | 2  |

### Legenda
| Kleur | Kwalificatie voor            |
| ----- | ---------------------------- |
|       | Geplaatst voor de Eredivisie |

### Uitslagen
|             | DHA   | AZ    | RKC   | TEL   |
| ----------- | ----- | ----- | ----- | ----- |
| FC Den Haag |       | 1 – 0 | 2 – 1 | 2 – 1 |
| AZ          | 4 – 0 |       | 0 – 0 | 0 – 2 |
| RKC         | 5 – 0 | 4 – 1 |       | 4 – 2 |
| Telstar     | 1 – 0 | 1 – 5 | 2 – 0 |       |

### Eindstand
| pos | club            | gs | w | g | v | pnt | dv | dt | ds |
| --- | --------------- | -- | - | - | - | --- | -- | -- | -- |
| 1.  | N.E.C.          | 6  | 6 | 0 | 0 | 12  | 14 | 5  | 9  |
| 2.  | VVV             | 6  | 3 | 0 | 3 | 6   | 11 | 9  | 2  |
| 3.  | SC Heracles '74 | 6  | 2 | 0 | 4 | 4   | 8  | 12 | -4 |
| 4.  | De Graafschap   | 6  | 1 | 0 | 5 | 2   | 10 | 17 | -7 |

### Legenda
| Kleur | Kwalificatie voor                 |
| ----- | --------------------------------- |
|       | Promotie naar de Eredivisie       |
|       | Degradatie naar de Eerste divisie |

### Uitslagen
|                 | GRA   | HER   | NEC   | VVV   |
| --------------- | ----- | ----- | ----- | ----- |
| De Graafschap   |       | 3 – 4 | 3 – 4 | 1 – 2 |
| SC Heracles '74 | 1 – 2 |       | 0 – 1 | 0 – 4 |
| N.E.C.          | 4 – 0 | 1 – 0 |       | 2 – 1 |
| VVV             | 2 – 1 | 1 – 3 | 1 – 2 |       |

ADO Den Haag ·
AZ ·
FC Den Bosch ·
Dordrecht '90 ·
Eindhoven ·
Emmen ·
Excelsior ·
Fortuna Sittard ·
De Graafschap ·
Haarlem ·
Helmond Sport ·
Heracles '74 ·
N.E.C. ·
RBC ·
Telstar ·
TOP ·
BV Veendam ·
FC Zwolle
Eerste klasse

1955/56

Eerste divisie

1956/57 · 1957/58 · 1958/59 · 1959/60 · 1960/61 · 1961/62 · 1962/63 · 1963/64 · 1964/65 · 1965/66 · 1966/67 · 1967/68 · 1968/69 · 1969/70 · 1970/71 · 1971/72 · 1972/73 · 1973/74 · 1974/75 · 1975/76 · 1976/77 · 1977/78 · 1978/79 · 1979/80 · 1980/81 · 1981/82 · 1982/83 · 1983/84 · 1984/85 · 1985/86 · 1986/87 · 1987/88 · 1988/89 · 1989/90 · 1990/91 · 1991/92 · 1992/93 · 1993/94 · 1994/95 · 1995/96 · 1996/97 · 1997/98 · 1998/99 · 1999/00 · 2000/01 · 2001/02 · 2002/03 · 2003/04 · 2004/05 · 2005/06 · 2006/07 · 2007/08 · 2008/09 · 2009/10 · 2010/11 · 2011/12 · 2012/13 · 2013/14 · 2014/15 · 2015/16 · 2016/17 · 2017/18 · 2018/19 · 2019/20 · 2020/21 · 2021/22 · 2022/23 · 2023/24 · 2024/25

Eredivisie · Eerste divisie · Johan Cruijff Schaal · KNVB Beker · Play-offs